# قصر الحلابات
قَصْرُ الحَلَّابَات موقع أثري في الأردن يقع على بعد 25 كم شمال شرق الزرقاء وإلى الشمال من الطريق المعبدة التي تصل مدينة الزرقاء بواحة الأزرق ويعتقد أن بدايات الموقع تعود للفترة النبطية وأنه كان يمثل في هذه الفترة محطة عسكرية لحماية قوافل الأنباط التجارية، تعود معظم الأبنية إلى العصر الروماني والأموي.

## التسمية
يرد تفسير تسمية القصر بقصر الحلابات بأنه اللفظ باللهجة المحلية لكلمة الحلبات وأن ساحات ذلك القصر كانت مجالأ للسباق، بينما قال آخر بأنه سمي هكذا نظرا لوجود مراعي كثيرة في المنطقة توفرت فيها الأغنام فأطلق عليها السكان اسمه الحلابات

## التاريخ
وفي العصر الروماني 63 ق.م. 331 ميلادي تم استعماله كحصن دفاعي لحماية الطريق التجاري الذي يربط بين بصرى الشام شمالاً والعقبة جنوباً. حيث عثر على نقش لاتيني يشير إلى بناء حصن جديد ومؤرخ إلى سنة 212 – 213 ميلادي في زمن الإمبراطور (كركلا)، حيث يعتقد أنه تم في هذه الفترة بناء القصر وأبراجه المربعة المقامة في زواياه وهناك نقش آخر ومؤرخ إلى سنة 529م في العصر البيزنطي يعتقد أنه يشير إلى عملية ترميم القصر وإصلاحه، حيث استمر استخدام القصر كحصن دفاعي في الفترة البيزنطية (324م – 640م)

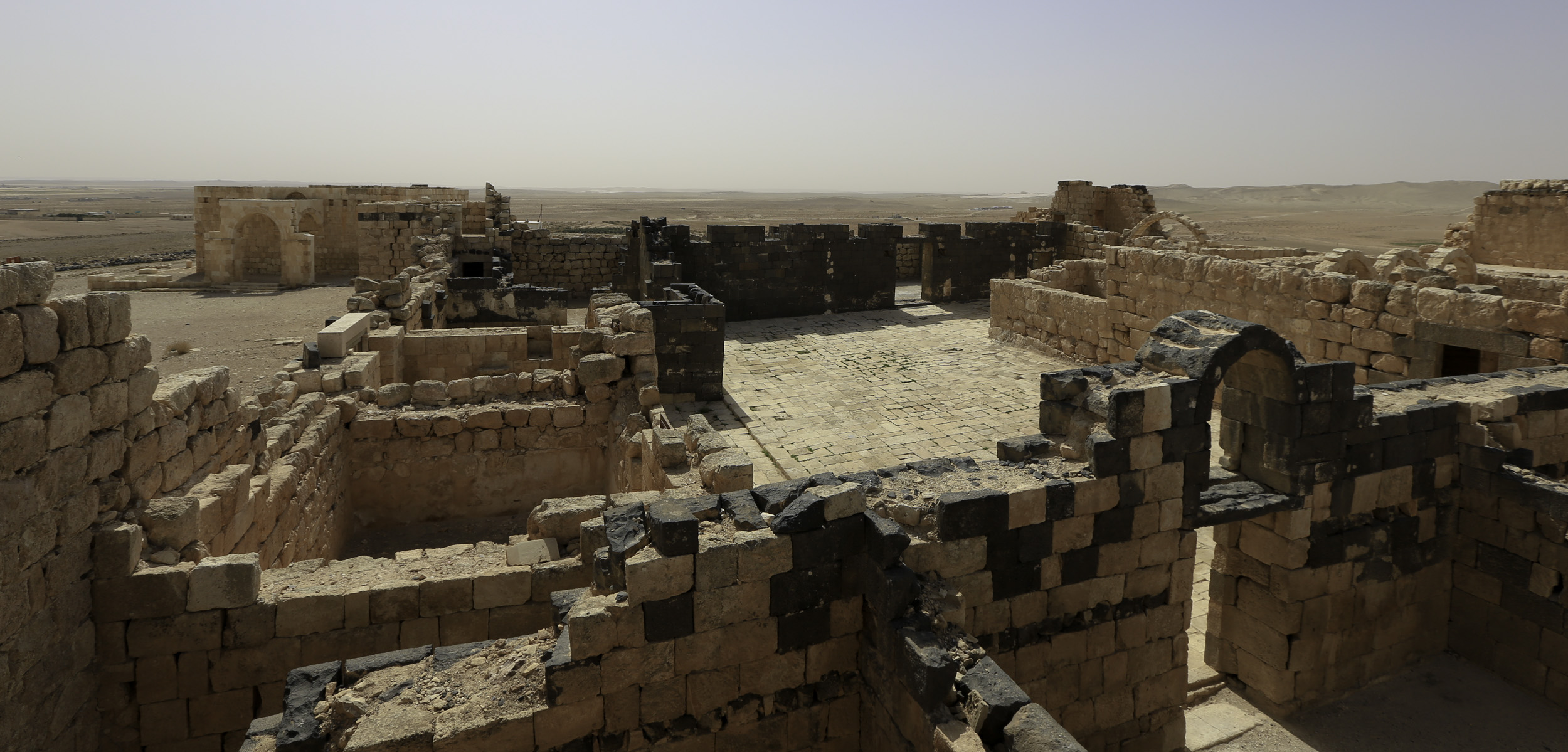

## المكانة الأثرية

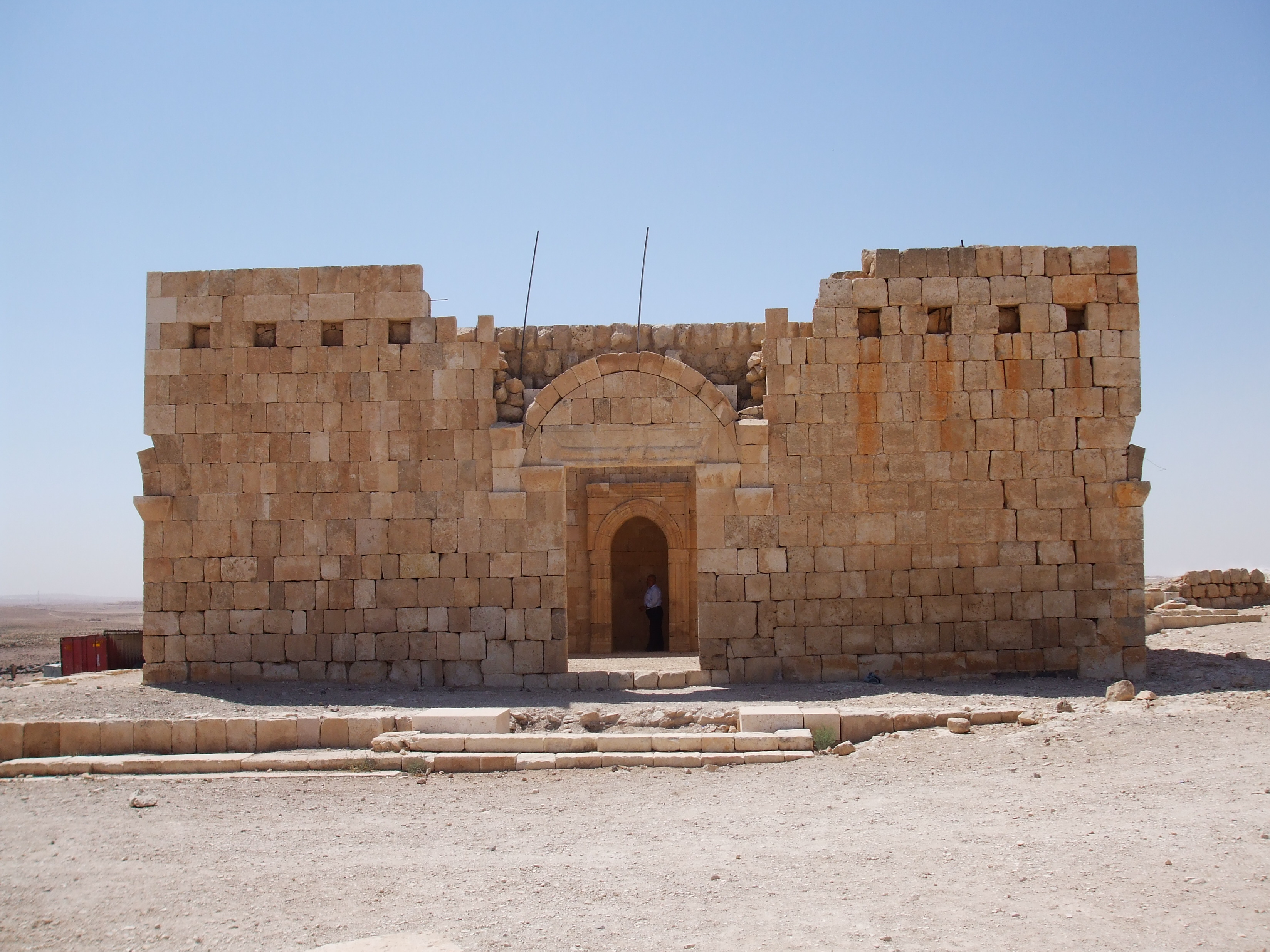
مسجد قصر الحلابات

بني القصر من حجارة جيرية مشذبة بازلتية تحمل بعضها نقوش لاتينية وهو مربع الشكل طول ضلعه 44م أقيمت في زواياه أبراج مربعة تبرز عن سمك الجدران الجانبية بمقدار (2.5 م) وكانت ترتفع في الأصل إلى ثلاث طبقات أما داخل القصر فتوجد مجموعة من الغرف والقاعات تتوزع حول ساحة مكشوفة حفر فيها خزان لجمع مياه الأمطار من سطح الغرف الواقعة في الجهة الشرقية .
وقد تعرض هذا القصر لعمليات تخريب عديدة كان آخرها عملية التدمير التي قامت بها القوات البريطانية سنة 1952، حيث أجرت مناورة لعملية احتلال القصر.

## معرض صور

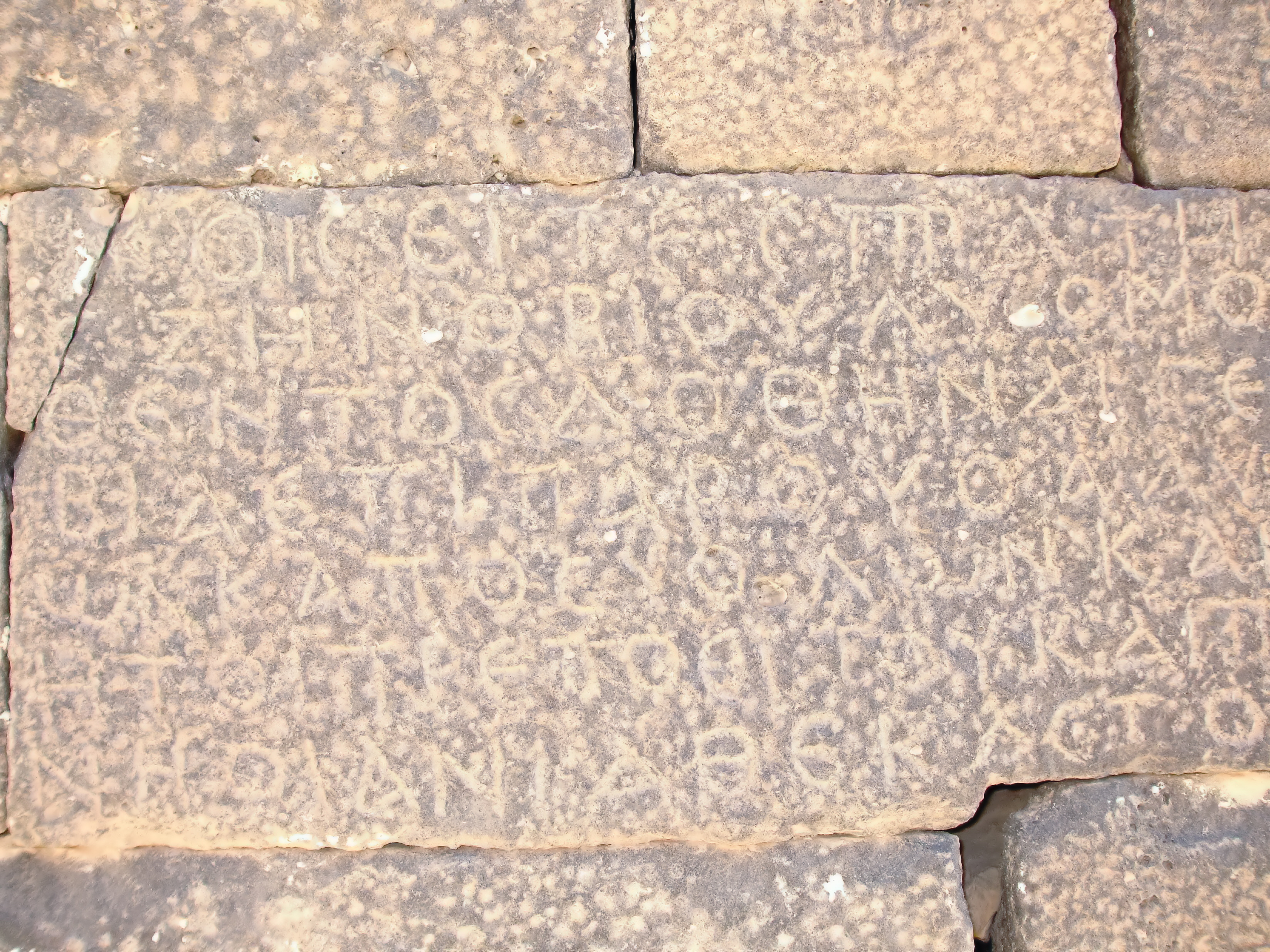
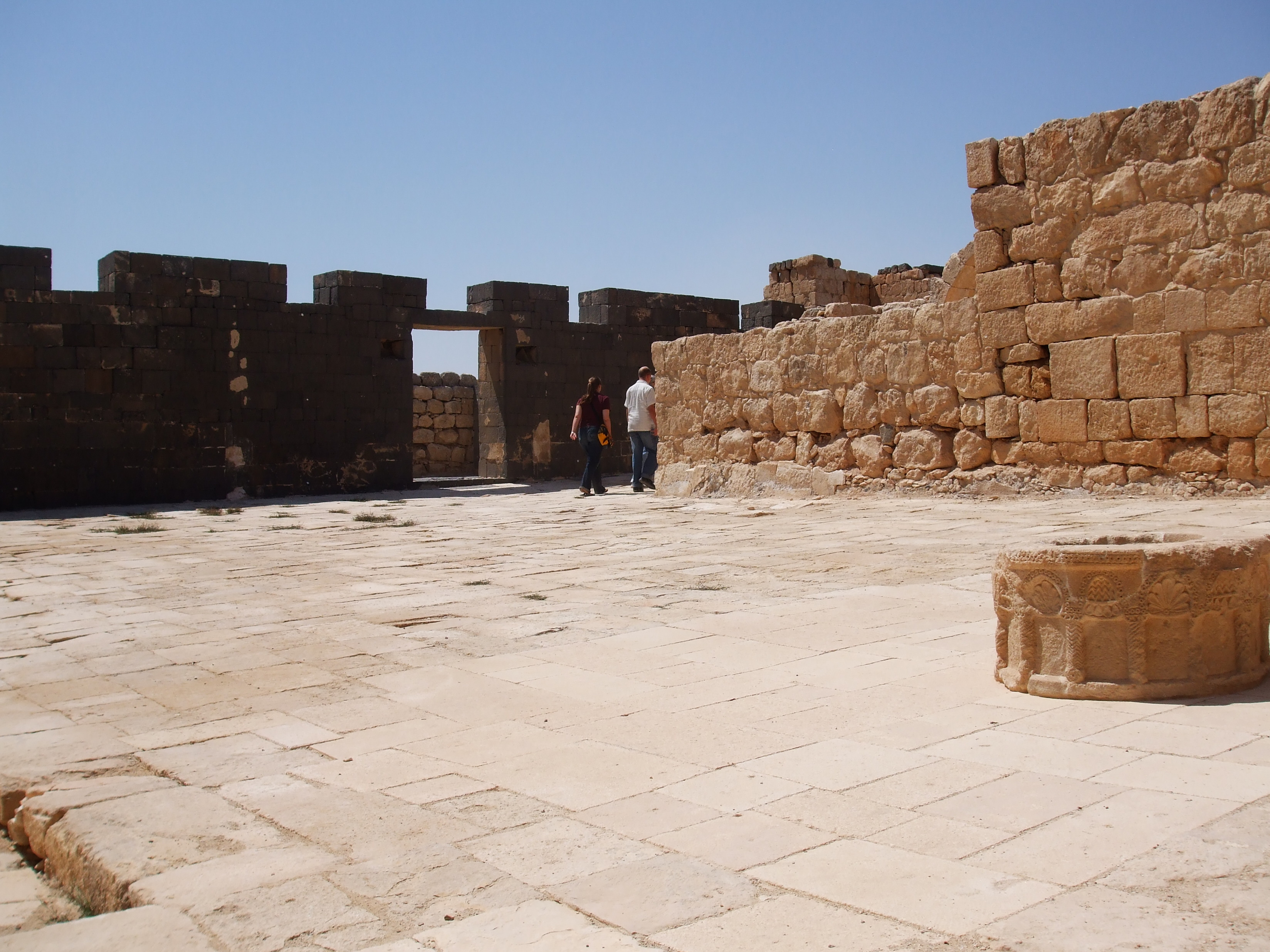
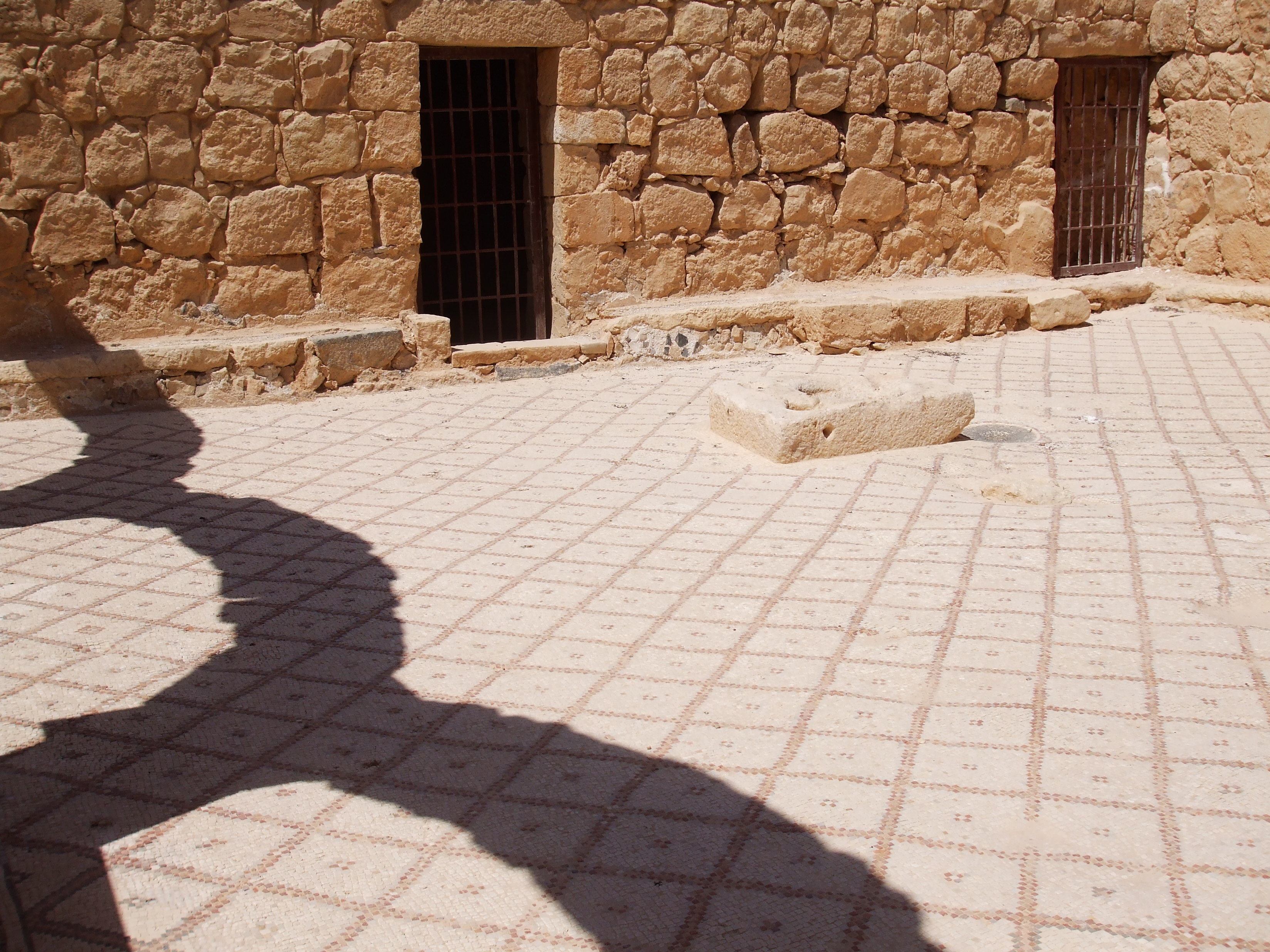